# Romániai magyar előadó-művészet
Előadó-művészet Erdélyben (1919–1980). Az előadóművészet megnevezést a reproduktív művészetekre alkalmazzák, noha nyilvánvalóan tágabb értelmű. Ide sorolandó a kollektív előadóművészet, mely mindenekelőtt a színház révén tart kapcsolatot az irodalommal; itt említendők a szavalókórusok, amelyek különösen a munkásmozgalom hőskorában játszottak fontos művelődési szerepet a romániai magyar kultúrában is. Az egyéni előadóművészet ágai közül az egyik legfontosabb és legtöbbet vitatott a versmondás (újabban prózaszövegek pódiumi előadása is); egyes vélemények szerint ugyanis a szavalóművészet emberábrázolás, a költő közvetett ábrázolása, mások szerint: "Az előadóművészet nem verset keres, hanem saját magát" (Ódry Árpád) – vagy egyszerűen tolmácsolja a költői szöveget. A romániai magyarok körében mindegyik felfogás érvényesült.

## A két világháború között
A romániai magyar irodalom első éveiben egy új költészet, az új lírai alkotások népszerűsítése talált lelkes művészekre. Az 1920-as évek elején jelentkező Tessitori Nóra műsorának skálája a székely népballadáktól Ady líráján át Bartalis Jánosig ívelt (a művésznő később a marosvásárhelyi Szentgyörgyi István Színművészeti Főiskolán a színpadi beszéd, a versmondás tanára).
A tanári pályát a versmondásért időlegesen elhagyó György Dénes az 1920-as évek végén Benedek Elek "turnéin", a székely írók szervezte előadó körutakon szavalta pátosszal fiatal erdélyi költők verseit, hogy aztán önálló műsoraival felkeresse különböző városok, iskolák magyar közönségét, s így népszerűsítse Áprily, Dsida, Reményik, Tompa László, Szentimrei Jenő, Bartalis János, Olosz Lajos költészetét.
A költői ambícióit főképpen a versmondásban kiélő Brassai Viktor viszont a realista előadásmód híve volt; munkásmozgalmi összejöveteleken mindenekelőtt József Attila verseit adta elő, műsorán szerepeltek Petőfi, Arany János, Kosztolányi Dezső, Babits Mihály, Tóth Árpád, Illyés Gyula, Salamon Ernő, a világirodalomból Villon, Heine költeményei is.
A Marosvásárhelyről indult Jancsó Adrienne kezdettől fogva a népballada mesteri tolmácsolója, de az új magyar líra is szerepelt programjában. Bartók Béla és Kodály Zoltán dalainak előadásaival, székely népballadákkal, virágénekekkel lépett a hangversenydobogóra Ferenczy Zsizsi és Török Erzsébet.

## 1945-1980
E gazdag örökség a második világháború után sokáig inkább csak az emlékekben élt, folytatókra csak az 1960-as években talált. Akárcsak a romániai magyar irodalom első két évtizedében, az új úttörők is magányos harcot vívtak a versmondás fontosságának, művészet-rangjának elismertetéséért, a "műsortöltelék"-felfogás megdöntéséért, azért, hogy az élő költői szó újra "a világ értelmezésének bonyolultabb vagy áttetszőbb rendszereként" ragyoghasson fel. Ezt a programot a műkritikus-szerkesztő Banner Zoltán hirdette meg, s példaadó konoksággal közelített célja felé Bartalis János, Nicolae Labiș, Horváth Imre, Dsida Jenő, Lucian Blaga, Petőfi költészetét, a bartóki szellemi örökséget megvallató önálló estjein.
Később a hivatásos színészek közül is egyre többen fordultak a versmondás felé. Színházaink alkalmi-évfordulós szavalóestjei és matinéi mellett (Zászlóhajtás, Holnap-matiné, Vörösmarty-, Petőfi-, Ady-műsorok, a Helikon-líra megszólaltatása) mind nagyobb súlyt kapott egy-egy nagyváradi, marosvásárhelyi, kolozsvári, szatmári, temesvári, sepsiszentgyörgyi színész egyéni kezdeményezése, amely kezdetben egy-egy folyóirat (Új Élet, Igaz Szó, Utunk, Korunk) vagy művelődési ház égisze alatt, majd az erősödő színházi stúdió-mozgalomban kapott nyilvánosságot.
Varga Vilmos a kortárs (főképpen romániai magyar) költészetből összeállított műsorával, a Maszekballadával országos díjat nyert, s Villon-, Ady- és Eminescu-műsorával is bejárta az országot. Nemes Levente Székely János Dózsájával aratott nagy sikert. Illyés Kinga az országhatárokon túl is népszerűséget szerzett a hazai magyar lírának Fagyöngy c. – a népi hagyományt is ébren tartó – önálló estjével.
Boér Ferenc önálló matinéinak (Ki látott engem?; Mondj igazat) és alkalmi fellépéseinek következetes "műsorpolitikájával", előadásmódjának értelmi hangsúlyaival jelentős közvéleményformáló tényezővé vált. Ezek a sikerek a már korábbról ismert és elismert versmondó színészek (Kovács György, Balogh Éva, Török Katalin) mellé egész sor fiatalabb előadóművészt állítottak, akik a hagyományápolásból s az új költészet népszerűsítéséből egyaránt kivették részüket (Ádám Erzsébet, Bányai Irén, Czikéli László, Ferenczy Annamária, Hajdu Géza, Kakuts Ágnes, Kiss-Törék Ildikó, Laczó Gusztáv, Mátray Árpád, Tarnói Emília, Visky Árpád, Wellmann György). Népszerűségüket néhány emlékezetes műsor lemezen megörökített változata (Electrecord) is fokozta. A ballada- és népdalkultúra feltámasztója az előadóművészetben Kemény Klió, majd Tóth Erzsébet.
A diák-színjátszó csoportok tevékenysége – a Bolyai Tudományegyetem Egressy Gábor Színjátszó csoportjának 1950-es évekbeli eredményeit felidézve –  a versmondásra, az önálló vers- és próza-összeállításokra is kiterjedt; kolozsvári, temesvári, marosvásárhelyi egyetemi és főiskolai csoportok, valamint a kolozsvári Stúdió '51 néhány kísérlete érdemelt figyelmet.
Később egyre nagyobb szerephez jutott az előadóművészet egy sajátos, önálló változata, a monodráma.